# Jindřich IV. Kastilský
Jindřich IV. Kastilský (5. ledna 1425, Valladolid – 11. prosince 1474, Madrid) byl v letech 1454–1474 kastilský král. Někteří historikové ho s despektem označují jako Jindřich Impotent.

## Biografie

### Původ, mládí
Narodil se roku 1425 jako jediný syn/třetí dítě ze čtyř potomků kastilského krále Jana II. a jeho první manželky Marie Aragonské (1403–1445). Nahradil svou starší sestru Eleonoru a stal se dědicem kastilského trůnu jako kníže z Asturie. Všechny tři jeho vlastní sestry zemřely již v útlém věku. Z druhého manželství jeho otce Jana II. s Isabelou Portugalskou (1428–1496) se narodily další dvě děti, dcera Isabela (1451–1504) a syn Alfons (1453–1468); Isabela se po Jindřichově smrti stala kastilskou královnou.
Na svět přišel v dnes již neexistujícím paláci Casa de las Aldabas ve Valladolidu. V dubnu roku 1425, tři měsíce po narození, byl prohlášen knížetem z Asturie. V době jeho narození byl nejdůležitějším politickým činitelem v Kastilii hrabě Álvaro de Luna, rádce a oblíbenec jeho otce, který tak měl pod kontrolou i společníky a vychovatele malého infanta. Mezi Jindřichovými společníky byl Juan Pacheco, jeho důvěrník. Infant vyrůstal v prostředí stálých bojů, smíření a intrik mezi různými šlechtici.
V roce 1445 bojoval v bitvě u Olmeda, v níž porazil jednotky aragonských infantů. Po tomto vítězství se moc Álvara de Luna oslabila a vzrůstal vliv okruhu kolem infanta Jindřicha a Juana Pacheca. Aby oslabili vliv a politiku Jana II. Aragonského, podporovali jeho syna a následníka Karla z Viany, který povstal proti svému otci v roce 1450.

### Kastilský král
20. července roku 1454 Jindřichův otec, král Jan II. Kastilský zemřel. Následujícího dne byl Jindřich prohlášen kastilským králem jako Jindřich IV. Jednou z jeho prvních starostí byla aliance s Portugalskem, jež se realizovala roku 1455, když Jindřich uzavřel svůj druhý sňatek s Janou Portugalskou a když se v dubnu roku 1456 setkal v Elvas s jejím bratrem, portugalským králem Alfonsem V. Dalšími jeho kroky byla minimalizace možnosti intervence navarrského krále Jana II. Aragonského uzavřením míru s Francií a Aragonií a udělením pardonu řadě šlechticů. Svolal v roce 1455 v Cuéllaru kortesy, aby zahájil ofenzivu proti Granadskému emirátu. Tažení v letech 1455–1458 přerostla ve vleklý konflikt na bázi trestných výprav a vpádů. Juan Pacheco, markýz de Villena, a jeho bratr Pedro Girón, velmistr z Calatravy, byli pověřeni k vládním rozhodnutím, král však si přibral další rádce jako Miguel Lucas de Iranzo, Beltrán de la Cueva nebo Gómez de Cáceres, aby kompenzoval jejich vliv.
V roce 1458 zemřel aragonský král Alfons V., jehož na trůně vystřídal jeho bratr Jan II. Aragonský, který obnovil své vměšování do kastilské politiky podporou šlechtické opozice ve prospěch ambicí Juana de Pacheco. Ten, s podporou krále, zahájil akce s cílem zmocnit se dědictví Álvara de Luna, ale jeho vdova se spojila s rodem Mendozů. Výsledkem byla nespokojenost mezi šlechtou a vznik Šlechtické ligy v březnu roku 146 v Alcalá de Henares, v níž většina šlechty vyjádřila požadavek kontroly výdajů a akceptaci nevlastního mladšího bratra králova, infanta Alfonse, jako knížete z Asturie, tj. následníka trůnu.
Jindřich IV. reagoval vpádem do Navarry na podporu Karla z Viany, tentokrát v rámci navarrské občanské války proti jeho otci, navarrskému a aragonskému králi. Tažení bylo vojenským úspěchem, ale kastilský král se v srpnu roku 1461 spojil se šlechtickou ligou, aby potlačil vliv Mendozů, což umožnilo Janu II. Aragonskému vpadnout do Kastilie. Jan II. Aragonský ovšem byl v konfliktu s Katalánským knížectvím, a po smrti jeho syna Karla z Viany katalánská vláda zvolila 11. srpna roku 1462 za svrchovaného vládce kastilského krále. Vpád Jindřicha IV. potvrdil rivalitu proti Janu II. Aragonskému a Katalánie se stala momentem nestability vůči Aragonskému království. Avšak Jindřich IV. za nedostatku vojska a s ekonomikou oslabenou v důsledku nepřátelství s Francií, jež podporovala Jana II. Aragonského, se podřídil ujednáním smlouvy z Bayonne (1462), jež předpokládala odstoupení od podpory katalánských.

### Manželská politika

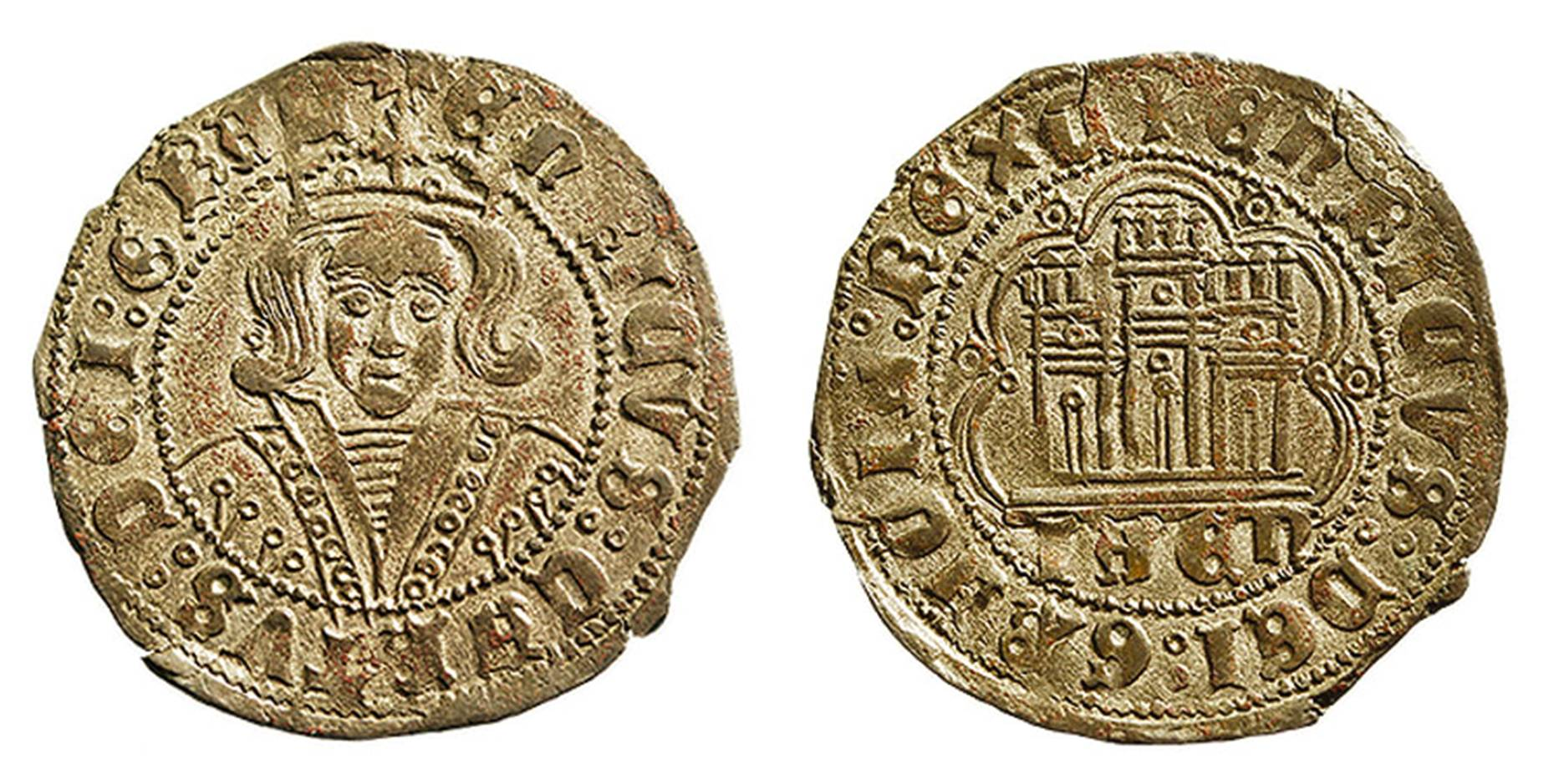
Mince Jindřicha IV. Kastilského ražená v Jaénu.

V roce 1440, ve věku 15 let, se oženil s dvanáctiletou infantkou Blankou II. Navarrskou, dcerou Jana II. Aragonského a jeho manželky Blanky I. Navarrské. Obřad, který se uskutečnil ve Valladolidu 16. září, celebroval kardinál Juan de Cervantes. Tento sňatek byl dojednán již roku 1436 jako součást mírových dohod mezi Kastilií a Navarrou. Věno nevěsty zahrnovalo území a města původně navarrská, avšak obsazené kastilskými jednotkami v průběhu války, takže kastilským věno přineslo to, co již měli ve svém držení.
O třináct let později, v květnu roku 1453, segovijský biskup Luis Vázquez de Acuña manželství Jindřicha a Blanky anuloval z důvodu sexuální impotence, jež měla být způsobena uhranutím.
Bylo to projevem politických změn: podpora Karlovi de Viana v jeho boji proti Janu II. Aragonskému, poskytovaná Kastilií od roku 1451; a poprava Álvara de Luna v květnu roku 1453, jež znamenala pro Jindřicha větší moc v Kastilii. Jindřich uváděl, že byl neschopen konzumovat sexuálně manželství déle než tři roky, minimální dobu požadovanou církví. Některé ženy, prostitutky ze Segovie, dosvědčily, že měly sexuální vztah s Jindřichem, tudíž absence konzumace manželství se připisovala kouzlům a čárám. Šlo tedy o „impotencia perpetua“, avšak relativní, v jeho vztahu s doňou Blankou.
Blanka a Jindřich byli bratranec a sestřenice, stejně tak byl Jindřich bratranec Jany Portugalské, s níž se hodlal oženit. Nepochybně toto byl důvod, proč za příčinu žádosti o anulaci sňatku s Blankou bylo uvedeno očarování, jež mu znemožnilo konzumovat manželství, aniž by měl tento problém s jinými ženami. Papež Mikuláš V. tím odůvodnil rozhodnutí o anulaci sňatku v prosinci roku 1453 v bule Romanus Pontifex a udělil Jindřichovi dispens pro nové manželství se sestrou portugalského krále.
Kronikář Alonso de Palencia, jeden z ostrých kritiků Jindřichových, psal, že manželství bylo fraškou a obvinil Jindřicha z pohrdání svou manželkou a z toho, že ji měl ke spáchání cizoložství, aby tak mohl mít potomka. Podle kronikáře Jindřich v posledních letech svého manželství projevoval „nejkrajnější odpor“ ke své manželce a byl lhostejný k jejím pokusům o sblížení. Blanka se přesto v roce 1462 vzdala svých práv k navarrskému trůnu ve prospěch Jindřichův, jehož vyhlásila protektorem proti svému otci Janu II. Aragonskému.
Odklon od Aragonie vedl ke sblížení s Portugalskem. Již v březnu roku 1453, před anulací manželství s Blankou, bylo stvrzeno, že bude uzavřeno nové manželství s Janou Portugalskou, sestrou krále Alfonse V. Portugalského. První předmanželská smlouva byla dojednána v prosinci téhož roku, jednání však byla dlouhá a definitivní podoba smlouvy byla uzavřena až v únoru roku 1455. Podle kronikářů tohoto období Jana do manželství nepřinesla věno a nedostala ho, dokud manželství nebylo úspěšné. Délka jednání a tyto ústupky mohou být interpretovány jako Jindřichova slabost kvůli pověstem o jeho impotenci. Svatební obřad se uskutečnil v květnu roku 1455, avšak bez notářského zápisu a bez konkrétní buly, jež by povolila sňatek mezi snoubenci, kteří byli bratranec a sestřenice prvního, nejbližšího stupně. 28. února roku 1462 porodila královna dceru Janu, jejíž legitimita, resp. Jindřichovo otcovství bylo zpochybňováno, což dalo posléze vzniknout konfliktu o Jindřichovo dědictví.

### Občanská válka

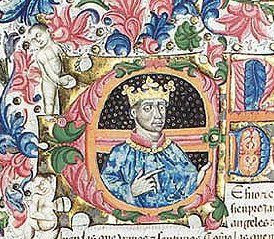
Jindřich IV. Kastilský na vyobrazení, jež dekoruje Královské privilegium dané v Almazánu 29. února roku 1423.

Před narozením své dcery král Jindřich svolal do Madridu kortesy, kde bylo dítě prohlášeno za kněžnu z Asturie. Obnovil se však konflikt se šlechtou, když Juan de Pacheco, markýz z Villeny, a jeho bratr Pedro Girón, calatravský velmistr, byli nespokojeni s mocí, kterou získal Beltrán de la Cueva. To mělo za následek změnu aliancí: Mendozové přešli na stranu a k podpoře krále, kdežto Pacheco nabádal k reaktivaci Šlechtické ligy s cílem eliminovat vliv Beltrána de la Cueva, odstavit Janu od dědictví a věnovat pozornost mladším (nevlastním) sourozencům královým, aby bylo možno je použít jako nástrojů v politické hře; proto rozvinuli kampaň k delegitimizaci monarchy, vznášejíce pochybnosti o jeho otcovství dcery Jany, o níž tvrdili, že je dítětem jeho nového favorita Beltrána de la Cueva; začalo se tak o ní hovořit jako o la Beltraneja (Beltránova). V květnu roku 1464 byla založena Liga v Alcalá de Henares, žádající dohled nad královými sourozenci, o nichž se hovořilo jako o legitimních následnících království. Do ligy se začlenily velké šlechtické rody a rovněž Jan II. Aragonský. V září vydala šlechtická opozice v Burgosu manifest, v němž předložila obvinění a výtky vůči králi, jako favorizování Židů a muslimů, poškozování šlechticů ve prospěch osob nižšího původu, nadměrné daně a především se v manifestu za vše špatné v království činil odpovědný Beltrán de la Cueva; manifest požadoval, aby jedenáctiletý králův nevlastní bratr Alfons byl uznán za následníka a byl vychováván Juanem Pacheco; dále byl požadován odchod Beltrána de la Cueva od dvora; Jana pak měla být považována za nelegitimní. Král přistoupil na jednání. 25. října bylo v Cigales dosaženo dohody a Jindřich ustoupil před požadavky Ligy: Alfonso byl předán Juanu Pachecovi a byl 30. listopadu uznán za následníka s podmínkou, že se ožení s Janou la Beltraneja. Juan Pacheco tedy obnovil svou moc, Beltrán de la Cueva byl vypovězen od dvora a Alfons se stal velmistrem Řádu svatojakubských rytířů. Liga ovšem neskončila se svými požadavky a shodla se na ustavení arbitrážní komise z řad šlechty včetně krále s cílem rozhodnout o budoucí vládě v království.
16. ledna roku 1465 bylo vydáno Sentencia arbitral de Medina del Campo (Arbitrážní rozhodnutí z Mediny del Campo) králem oslabeným nepřítomností Beltrána de la Cueva a Miguela Lucase de Iranzo. Jeho jednotlivé kapitoly zahrnovaly vyčerpávající výčet opatření vlády, jako organizaci kortesů, aplikaci práva na šlechtu, kontrolu trhů, jmenování církevních hodnostářů, opatření proti Židům a muslimům etc. Jindřich tato opatření neakceptoval a 27. dubna téhož roku jeho protivníci prohlásili králem jeho mladšího nevlastního bratra Alfonse Kastilského. 5. června byla ratifikována proklamace za obřadu zvaného Farsa de Ávila (Ávilská fraška). Alfons měl tehdy pouhých 11 let. Zvedla se dvě vojska, ale vojenské akce se překrývaly s jednáními: Jindřich učinil ústupky svým stoupencům a pokusil se získat své protivníky. Jako součást těchto jednání se nabízelo manželství infantky Isabely s Pedrem Girónem, ten však zemřel, než ke svatbě došlo. Šlechtici se ovšem postavili proti sobě navzájem a města a obce se vzchopila k vzniku Náboženského bratrstva s cílem pokusit se zavést nějaký řád. Ve všeobecném chaosu docházelo ke zneužívání bratrstev k útokům na konvertity (tj. ke křesťanství obrácené Židy a Maury). Roku 1467 došlo mezi stoupenci a odpůrci krále k druhé bitvě u Olmeda, z níž vyšel král úspěšně. Ztratil však Segovii, sídlo královského pokladu, a nový pokus o dohodu vedl k předání jeho manželky Jany jako rukojmí protivné straně, což mu později uškodilo, když královna v zajetí znovu otěhotněla, zřejmě s některým ze strážců.

### Nástupnický konflikt
5. července roku 1468 však zemřel Alfons, jenž "panoval" tři roky. Pro ty, kdož neakceptovali Janu Beltraneju jako Jindřichovu dědičku a následnici, nyní mělo přejít nástupnictví na Jindřichovu nevlastní sestru Isabelu; protože obě byly ženy, bylo významné obvinění Jany z nelegimity. Isabela odmítla převzít královský titul, pouze titul princezny, a král Jindřich přistoupil k dohodě: roku 1468 Jindřich a Isabela uzavřeli dohodu (Tratado de los Toros de Guisando), na jejímž základě Jindřich za svou dědičku a nástupkyni prohlásil Isabelu, vymíniv si však právo souhlasu s jejím manželstvím, a dosud se protivící šlechta obnovila svou loyalitu ke králi.
Důvod pro pominutí infantky Jany nespočívaly v tom, že snad měla být dcerou někoho jiného, ale v tom, že byla zpochybňována legitimita manželství Jindřicha s její matkou a matčino špatné chování v poslední době, když byla obviněna z nevěry během svého zajetí. Jindřich se podle dohody měl se svou manželkou rozvést, ale nezahájil patřičné kroky. Dohodl sňatek princezny Isabely s portugalským králem Alfonsem V. a snažil se dojednat sňatek infantky Jany s některým z Alfonsových synů. Isabela se však roku 1469 ve Valladolidu tajně provdala za Ferdinanda Aragonského, syna aragonského krále, což král Jindřich považoval za porušení dohody a vyhlásil svou dceru Janu opět za dědičku trůnu, prohlásiv veřejně, že je jeho legitimní dcerou, jíž navrátil hodnost princezny a jíž hodlal najít odpovídající manželství.
Království se ocitlo v anarchii, král již nehodlal vládnout dál a dohadovat se se šlechtou. Isabela a Ferdinand získávali stále více přívrženců jako garanti znovunastolení pořádku.
V listopadu roku 1473 Andrés Cabrera, králův majordomus a správce pevnosti v Segovii zorganizoval dohodu o usmíření mezi králem a jeho sestrou se záměrem zabránit tomu, aby Juan Pacheco získal kontrolu nad královským pokladem uloženým v segovijské pevnosti. V období na přelomu roku, koncem prosince a začátkem ledna roku 1474 se král setkal s Isabelou a Ferdinandem, a třebaže setkání bylo srdečné, nedospěli k dohodě, v níž by byla Isabela stanovena dědičkou a následnicí. Král náhle onemocněl a vyjednavači se vzdálili v obavách z obvinění z jeho otravy. Zatímco Isabela zůstala v Segovii, král strávil zbytek roku v péči a pod dohledem Juana Pacheca v Madridu.
Juan Pacheco zemřel v říjnu roku 1474 a král ho záhy, v prosinci téhož roku, následoval. Pochován byl v královském panteónu kláštera Santa María de Guadalupe v Cáceres. Jeho smrtí započala Válka o kastilské dědictví mezi přívrženci Isabely a stoupenci Jany „La Beltraneja“. Z konfliktu vyšla vítězně Isabela se svým manželem Ferdinandem, pozdější tzv. Katolická Veličenstva, jejichž panování bylo ve znamení stability a rozkvětu vzdělanosti a kultury a je nazýváno Zlatým věkem Španělska.

## Diskuse o zdraví a sexualitě Jindřicha IV. Kastilského
Otázka, zda byl Jindřich IV. Kastilský skutečně impotentní a otázka otcovství Jany la Beltraneja, nebyla nikdy zodpovězena. Svědectví a doklady o tom, jestli byl schopen sexuálních kontaktů, mohly být označeny za jednostranné, zatím co jeho impotence byla rozhlášena jeho protivníky, kteří v ní viděli známku toho, že nemůže správně vládnout. Když zemřel mladší nevlastní Jindřichův bratr Alfons, jemuž byla jako chlapci dána v nástupnictví přednost, jeho přívrženci přešli mezi stoupence jeho starší sestry Isabely. Protože byla žena stejně jako Jindřichova dcera Jana, pro uznání její legitimity jako následnice bylo třeba zpochybnit legitimitu Janinu.
Jindřichovi byla připisována impotence, homosexualita a to, že nutil či alespoň podporoval svou manželku ve vztazích s jinými muži. Některé prameny ozřejmují způsob, jakým královna otěhotněla – prostřednictvím předchůdce umělého oplodnění, per cannam auream (prostřednictvím zlaté trubičky). To i další popisy umožnily španělskému lékaři a historikovi Gregoriu Marañónovi vypracovat Ensayo biológico sobre Enrique IV de Castilla y su tiempo ((Biologická esej o Jindřichu IV. Kastilském a jeho době, Madrid 1930), kde u krále diagnostikoval eunuchoidní dysplasii na základě akromegalie; v současnosti pak se jeho porucha definuje jako endokrinopatie, patrně tumor hypofýzy, manifestovaná chronickou renální lithiázou, impotencí, anomálií penisu a neplodností, kromě psychopatologických projevů.
Jindřichovi se v jeho době připisovala homosexualita v satirické poesii a v díle jeho kritika Alonsa de Palencia. Ten mu vytýkal i maurofilii, kterou rovněž dával do souvislosti s homosexualitou. Alonso de Palencia ovšem označoval za homosexuála i Jana II. Kastilského, otce Jindřicha a Isabely Kastilské, a Jindřichovu matku Marii Aragonskou zase obviňoval z cizoložství. Homosexualita se připisovala i Álvarovi de Luna a dalším význačným osobnostem dvora, což vyvolává podezření, že jde o účelové pomluvy v diskreditačních kampaních proti Jindřichovi. Gregorio Marañón, vycházeje z díla Alonsa de Palencia, hovoří rovněž o Jindřichově homosexualitě, dochází však k závěru, že není prokázána.
Další pramen, „Crónica Castellana“, anonymní kronika Jindřicha IV., hovoří o řadě králových milenek. Třebaže neopomíná uvést, že tyto lásky byly „prázdné“, neudivuje, že impotentní král hledal milostná dobrodružství, jež by mohla tuto skutečnost vyvrátit.

## Vývod z předků
|                        |                         |  |                        |                      |  |  |  |  |  |  |  | Jindřich II. Kastilský |
|                        |                         |  |                        |                      |  |  |  |  |  |  |  |                        |
|                        | Jan I. Kastilský        |  |                        |                      |  |  |  |  |  |  |  |                        |
|                        |                         |  |                        |                      |  |  |  |  |  |  |  |                        |
|                        |                         |  |                        | Juana Manuel         |  |  |  |  |  |  |  |                        |
|                        |                         |  |                        |                      |  |  |  |  |  |  |  |                        |
|                        | Jindřich III. Kastilský |  |                        |                      |  |  |  |  |  |  |  |                        |
|                        |                         |  |                        |                      |  |  |  |  |  |  |  |                        |
|                        |                         |  |                        | Petr IV. Aragonský   |  |  |  |  |  |  |  |                        |
|                        |                         |  |                        |                      |  |  |  |  |  |  |  |                        |
|                        | Eleonora Aragonská      |  |                        |                      |  |  |  |  |  |  |  |                        |
|                        |                         |  |                        |                      |  |  |  |  |  |  |  |                        |
|                        |                         |  |                        | Eleonora Sicilská    |  |  |  |  |  |  |  |                        |
|                        |                         |  |                        |                      |  |  |  |  |  |  |  |                        |
|                        | Jan II. Kastilský       |  |                        |                      |  |  |  |  |  |  |  |                        |
|                        |                         |  |                        |                      |  |  |  |  |  |  |  |                        |
|                        |                         |  |                        | Eduard III. Anglický |  |  |  |  |  |  |  |                        |
|                        |                         |  |                        |                      |  |  |  |  |  |  |  |                        |
|                        | Jan z Gentu             |  |                        |                      |  |  |  |  |  |  |  |                        |
|                        |                         |  |                        |                      |  |  |  |  |  |  |  |                        |
|                        |                         |  |                        | Filipa Henegavská    |  |  |  |  |  |  |  |                        |
|                        |                         |  |                        |                      |  |  |  |  |  |  |  |                        |
|                        | Kateřina z Lancasteru   |  |                        |                      |  |  |  |  |  |  |  |                        |
|                        |                         |  |                        |                      |  |  |  |  |  |  |  |                        |
|                        |                         |  |                        | Petr I. Kastilský    |  |  |  |  |  |  |  |                        |
|                        |                         |  |                        |                      |  |  |  |  |  |  |  |                        |
|                        | Konstancie Kastilská    |  |                        |                      |  |  |  |  |  |  |  |                        |
|                        |                         |  |                        |                      |  |  |  |  |  |  |  |                        |
|                        |                         |  |                        | Marie z Padilly      |  |  |  |  |  |  |  |                        |
|                        |                         |  |                        |                      |  |  |  |  |  |  |  |                        |
| Jindřich IV. Kastilský |                         |  |                        |                      |  |  |  |  |  |  |  |                        |
|                        |                         |  |                        |                      |  |  |  |  |  |  |  |                        |
|                        |                         |  | Jindřich II. Kastilský |                      |  |  |  |  |  |  |  |                        |
|                        |                         |  |                        |                      |  |  |  |  |  |  |  |                        |
|                        | Jan I. Kastilský        |  |                        |                      |  |  |  |  |  |  |  |                        |
|                        |                         |  |                        |                      |  |  |  |  |  |  |  |                        |
|                        |                         |  |                        | Juana Manuel         |  |  |  |  |  |  |  |                        |
|                        |                         |  |                        |                      |  |  |  |  |  |  |  |                        |
|                        | Ferdinand I. Aragonský  |  |                        |                      |  |  |  |  |  |  |  |                        |
|                        |                         |  |                        |                      |  |  |  |  |  |  |  |                        |
|                        |                         |  |                        | Petr IV. Aragonský   |  |  |  |  |  |  |  |                        |
|                        |                         |  |                        |                      |  |  |  |  |  |  |  |                        |
|                        | Eleonora Aragonská      |  |                        |                      |  |  |  |  |  |  |  |                        |
|                        |                         |  |                        |                      |  |  |  |  |  |  |  |                        |
|                        |                         |  |                        | Eleonora Sicilská    |  |  |  |  |  |  |  |                        |
|                        |                         |  |                        |                      |  |  |  |  |  |  |  |                        |
|                        | Marie Aragonská         |  |                        |                      |  |  |  |  |  |  |  |                        |
|                        |                         |  |                        |                      |  |  |  |  |  |  |  |                        |
|                        |                         |  |                        | Alfons XI. Kastilský |  |  |  |  |  |  |  |                        |
|                        |                         |  |                        |                      |  |  |  |  |  |  |  |                        |
|                        | Sancho Kastilský        |  |                        |                      |  |  |  |  |  |  |  |                        |
|                        |                         |  |                        |                      |  |  |  |  |  |  |  |                        |
|                        |                         |  |                        | Eleonora z Guzmánu   |  |  |  |  |  |  |  |                        |
|                        |                         |  |                        |                      |  |  |  |  |  |  |  |                        |
|                        | Eleonora z Alburquerque |  |                        |                      |  |  |  |  |  |  |  |                        |
|                        |                         |  |                        |                      |  |  |  |  |  |  |  |                        |
|                        |                         |  |                        | Petr I. Portugalský  |  |  |  |  |  |  |  |                        |
|                        |                         |  |                        |                      |  |  |  |  |  |  |  |                        |
|                        | Beatrix z Alburquerque  |  |                        |                      |  |  |  |  |  |  |  |                        |
|                        |                         |  |                        |                      |  |  |  |  |  |  |  |                        |
|                        |                         |  |                        | Inés de Castro       |  |  |  |  |  |  |  |                        |
|                        |                         |  |                        |                      |  |  |  |  |  |  |  |                        |